# Ciudad Acuña
Ciudad Acuña es una ciudad mexicana localizada en el estado de Coahuila, cabecera del municipio de Acuña, se encuentra a una altitud de 280 m s. n. m. Fue nombrada en honor al escritor Manuel Acuña. 
Fundada en el punto donde el arroyo de Las Vacas desemboca en el río Bravo, inicialmente fue llamada Garza Galán en 1880, renombrada Congregación Las Vacas en 1884 y en 1912 fue nombrada Villa Acuña. Colinda con el río Bravo, el cual marca la frontera entre México y Estados Unidos, ofrece un puente de control y cruce para la ciudad vecina Del Río en el estado estadounidense de Texas y es una de las dos ciudades fronterizas del estado. Ciudad Acuña es además atravesada por el arroyo Las Vacas, el cual desemboca en el río Bravo justamente en ese punto. Se encuentra a una distancia aproximada de 517 kilómetros de la capital del estado, Saltillo.

## Historia
Los primeros colonos que avistaron la región un arroyo, llegaron el 12 de diciembre de 1850, durante los festejos en honor a la Virgen de Guadalupe llamándose Villa de Guadalupe de las vacas, dando el nombre de las vacas por qué había un valle donde era muy común ver potreros fértiles para el ganado en su mayoría vacuno y cerca de un arroyo, junto al Río Bravo. En junio de 1860 a petición de los pobladores el Gobierno Federal y estatal enviaron a un grupo de 60 soldados para formar la colonia militar Manuel Leal y el 27 de diciembre de 1877 mediante el decreto 305 se les conceden derechos de tierra y agua.  En 1890, obtuvo la categoría de villa bajo el nombre de  Garza Galán y cuatro años más tarde vuelve a Congregación Las Vacas. Hasta 1912 se le dio el nombre de villa de Acuña en honor al poeta coahuilense Manuel Acuña Narro, de acuerdo al decreto 1239.
El 26 de junio de 1908, en Las Vacas, hoy Ciudad Acuña, se realizó un movimiento armado precursor de la Revolución mexicana, donde se enfrentaron rebeldes del Partido Liberal Mexicano (PLM) y soldados federales que defendían la dictadura de Porfirio Díaz.
El 9 de febrero de 1912, Primitivo Gutiérrez afiliado al PLM, enarbolando el Manifiesto del 23 de septiembre de 1911 redactado por Librado Rivera, Anselmo L. Figueroa, Enrique y Ricardo Flores Magón, tomó el poblado y proclamó el comunismo anárquico. Se expropiaron fábricas, haciendas y transportes a favor de los obreros y campesinos, fue abolida la propiedad privada, el cobro de impuestos y los templos de culto fueron clausurados.
Cronología de hechos históricos
- 1860:  el capitán Manuel Leal envía a un grupo de colonos a establecer la colonia militar.
- 1877:  el 27 de diciembre mediante el decreto 305 se les otorgan aguas y tierras.
- 1908:  26 de junio, movimiento precursor de la Revolución, fue el realizado en Las Vacas, hoy Ciudad Acuña, en el cual se enfrentaron rebeldes y soldados federales.
- 1951: 16 de septiembre, Acuña es elevado al rango de Ciudad.
- 1960: 24 de octubre, se reunieron los presidentes de México y los Estados Unidos, Lic. Adolfo López Mateos y el general Dwight Eisenhower, y acordaron la construcción de la Presa de la Amistad.
- 2015: 25 de mayo, un tornado F3 golpeó la ciudad causando grandes daños matando a más de catorce personas e hiriendo a 200.

## Clima
El clima de Ciudad Acuña es uno de los más extremosos del país, similar al de las grandes llanuras del sur de los Estados Unidos. Es de tipo subtropical seco, con inviernos cortos y fríos, verano muy caluroso y primavera-otoño templados. A finales de la primavera y principios de verano se pueden dar fenómenos extremos como tornados de fuerte intensidad causados por los últimos frentes fríos de la temporada. Las heladas son comunes cada invierno y existen numerosos días fríos (Temperatura Máxima inferior a 10 °C)  en esta estación.
| Parámetros climáticos promedio de Ciudad Acuña (1981–2000)                                                                                 | Parámetros climáticos promedio de Ciudad Acuña (1981–2000) | Parámetros climáticos promedio de Ciudad Acuña (1981–2000) | Parámetros climáticos promedio de Ciudad Acuña (1981–2000) | Parámetros climáticos promedio de Ciudad Acuña (1981–2000) | Parámetros climáticos promedio de Ciudad Acuña (1981–2000) | Parámetros climáticos promedio de Ciudad Acuña (1981–2000) | Parámetros climáticos promedio de Ciudad Acuña (1981–2000) | Parámetros climáticos promedio de Ciudad Acuña (1981–2000) | Parámetros climáticos promedio de Ciudad Acuña (1981–2000) | Parámetros climáticos promedio de Ciudad Acuña (1981–2000) | Parámetros climáticos promedio de Ciudad Acuña (1981–2000) | Parámetros climáticos promedio de Ciudad Acuña (1981–2000) | Parámetros climáticos promedio de Ciudad Acuña (1981–2000) |
| Mes | Ene.                                                       | Feb.                                                       | Mar.                                                       | Abr.                                                       | May.                                                       | Jun.                                                       | Jul.                                                       | Ago.                                                       | Sep.                                                       | Oct.                                                       | Nov.                                                       | Dic.                                                       | Anual                                                      |
| --- | ---------------------------------------------------------- | ---------------------------------------------------------- | ---------------------------------------------------------- | ---------------------------------------------------------- | ---------------------------------------------------------- | ---------------------------------------------------------- | ---------------------------------------------------------- | ---------------------------------------------------------- | ---------------------------------------------------------- | ---------------------------------------------------------- | ---------------------------------------------------------- | ---------------------------------------------------------- | ---------------------------------------------------------- |
| Temp. máx. media (°C) | 17.3                                                       | 20.3                                                       | 24.6                                                       | 28.7                                                       | 32.1                                                       | 34.8                                                       | 36.1                                                       | 36.5                                                       | 32.7                                                       | 28.0                                                       | 21.9                                                       | 17.8                                                       | 27.6                                                       |
| Temp. media (°C) | 10.8                                                       | 13.7                                                       | 17.9                                                       | 22.0                                                       | 26.0                                                       | 28.9                                                       | 29.6                                                       | 30.3                                                       | 26.8                                                       | 22.0                                                       | 15.5                                                       | 11.3                                                       | 21.2                                                       |
| Temp. mín. media (°C) | 4.4                                                        | 7.2                                                        | 7.1                                                        | 11.2                                                       | 15.3                                                       | 20.0                                                       | 23.1                                                       | 24.2                                                       | 21.0                                                       | 16.1                                                       | 9.1                                                        | 4.9                                                        | 14.9                                                       |
| Precipitación total (mm) | 18.3                                                       | 22.4                                                       | 29                                                         | 41.9                                                       | 71.4                                                       | 59.7                                                       | 45.2                                                       | 55.4                                                       | 55.9                                                       | 58.6                                                       | 24.5                                                       | 18.5                                                       | 502.5                                                      |
| Días de nevadas (≥ 1 mm) | 0.50                                                       | 0.18                                                       | 0.00                                                       | 0.00                                                       | 0.00                                                       | 0.00                                                       | 0.00                                                       | 0.00                                                       | 0.00                                                       | 0.00                                                       | 0.00                                                       | 0.50                                                       | 1.18                                                       |
| Fuente n.º 1: Servicio Meteorológico Nacional (normals and extremes 1981–2000), Deutscher Wetterdienst (extremes 1932–1993, sun 1961–1990) |                                                            |                                                            |                                                            |                                                            |                                                            |                                                            |                                                            |                                                            |                                                            |                                                            |                                                            |                                                            |                                                            |
| Fuente n.º 2: Colegio de Postgraduados (snowy days, 1951–1980)                                                                             |                                                            |                                                            |                                                            |                                                            |                                                            |                                                            |                                                            |                                                            |                                                            |                                                            |                                                            |                                                            |                                                            |

## Actividad económica
Agricultura
Los cultivos que predominan en el municipio son: trigo, avena, cizaña, maíz, sorgo forrajero, sorgo grano, frijol, sandía, calabacita, nogal mejorado, nogal criollo y alfalfa.
Ganadería
Este municipio cuenta con una explotación en cabezas de ganado de diferentes especies como son: Bovino, porcino, ovino, caprino y equino. Comprende bovino para leche, carne y trabajo. 30% de la población económicamente activa se dedica a esta actividad.
Otros productos pecuarios que se explotan en el municipio son: leche, pieles y lana.
Industria

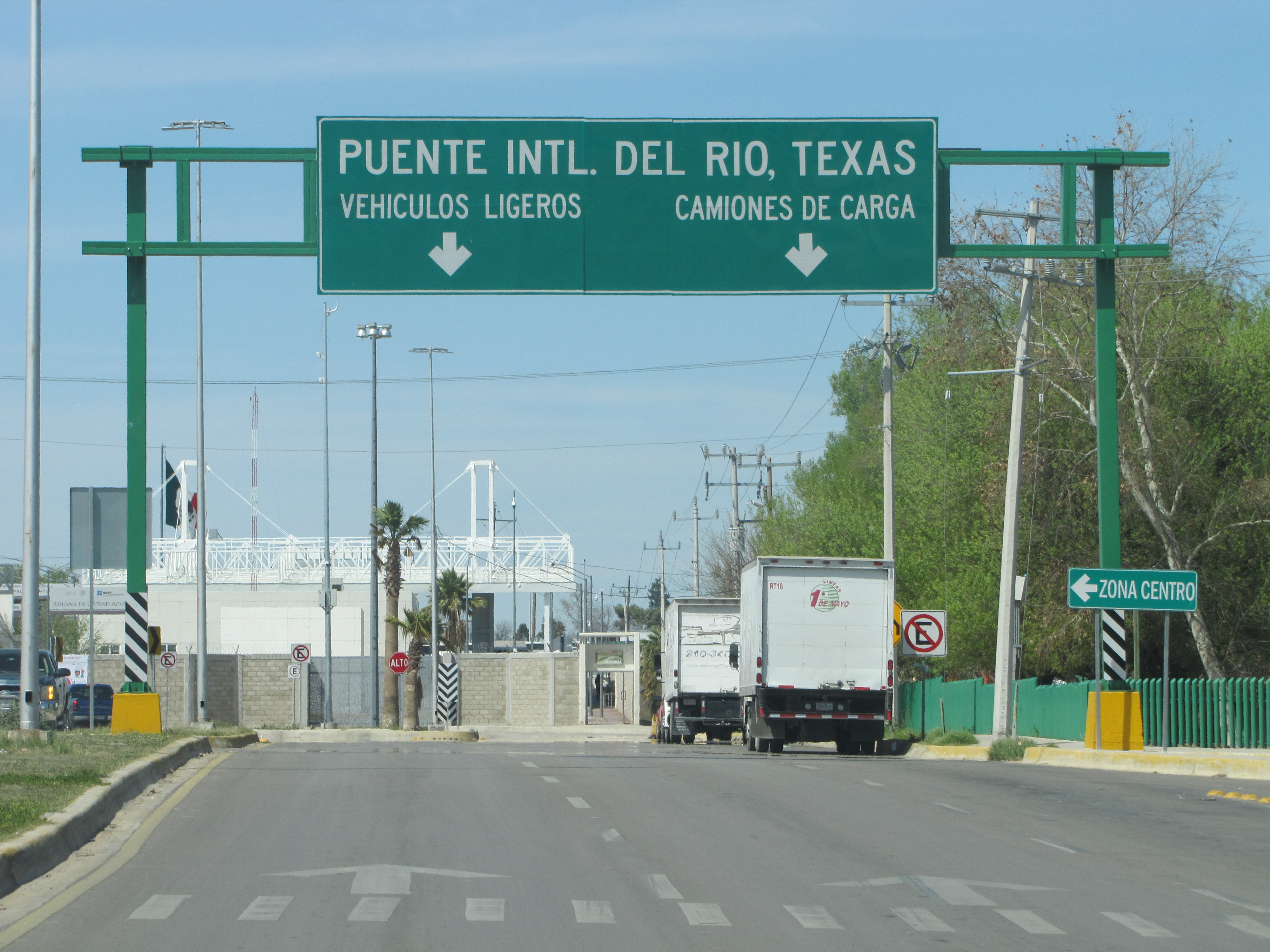
Cruce fronterizo internacional entre Ciudad Acuña (Coahuila, México) y Del Río (Texas, EUA)

Cuenta con 5 parques industriales, donde están instaladas 62 empresas extranjeras, destacando la industria maquiladora, destinada a la actividad de ensamble de aparatos eléctricos, ropa y decorativos. Existen empresas dedicadas a la producción de muebles, puertas, equipo industrial y alimentos, entre otros.
La mayor parte de la producción tiene como destino los Estados Unidos. 30% de la población económicamente activa se dedica a esta actividad.
Explotación Forestal
En las zonas rurales del municipio se recolectan diferentes productos, como la resina, barbásco, candelilla y 
En el municipio se localizan yacimientos de fluorita importantes, su producción anual fue de 39,101 toneladas en el año de 1995.
Piscicultura
La presa de La Amistad se encuentra en el municipio de Acuña, y se considera el mayor cuerpo de agua del estado, de la cual se obtiene gran parte de la producción pesquera de la entidad, explotándose las siguientes especies: carpa, besugo, bagre, tilapia, matalote y catano. Se explotan alrededor de 11 toneladas anuales, mismas que se comercializan en la localidad, en Piedras Negras y en la región Carbonífera.
Turismo

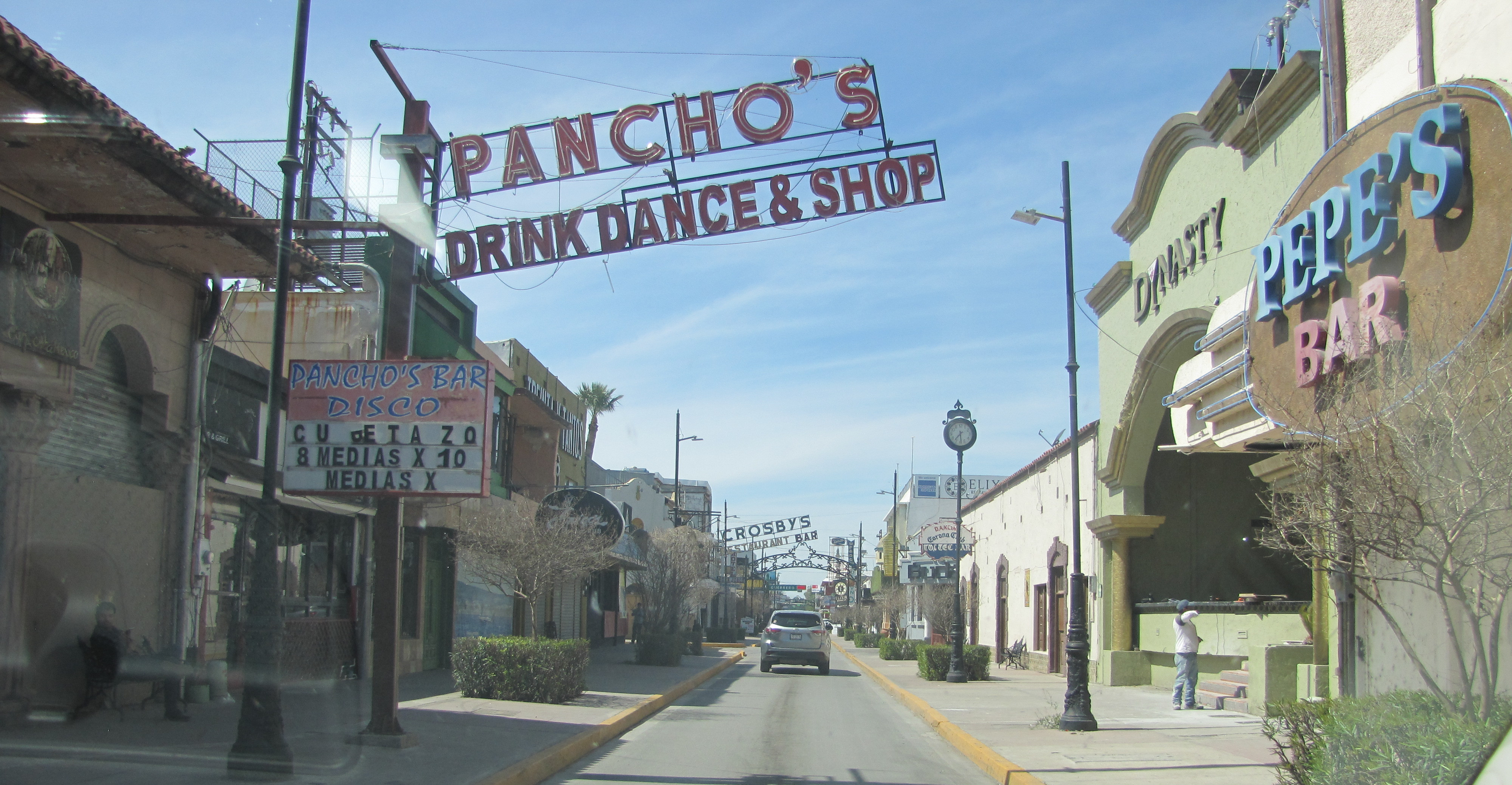
Calle Hidalgo, lugar donde se ubican muchos bares de la ciudad

Ciudad Acuña recibe principalmente turistas fronterizos, para quienes cuenta con lugares de atracción y alojamiento: tales como tiendas de artesanías, hoteles, restaurantes típicos y cocina internacional. 10% de la población económicamente activa se dedica a esta actividad.
Comercio
Esta actividad gira en torno a la compraventa de alimentos, bebidas y productos del tabaco; de prendas de vestir y artículos de uso personal; de artículos para el hogar; tiendas de autoservicio y de departamentos especializados por líneas de mercancías; de gases, combustibles y lubricantes; de materias primas, materiales y auxiliares; de equipo de transporte, refacciones y accesorios; de bienes inmuebles y artículos diversos. El 10% de la población económicamente activa se dedica a esta actividad.
Servicios
El municipio cuenta con una gran variedad de servicios, entre los que destacan los profesionales y técnicos, de alquiler, de enseñanza, investigación científica y difusión cultural; de alojamiento temporal; de preparación y venta de alimentos y bebidas; recreativos y de esparcimiento, personales, para el hogar y diversos; médicos de asistencia social y veterinarios; de agrupaciones mercantiles, profesionales, cívicas, políticas, laborales y religiosas.
Población Económicamente Activa por Sector
La población económicamente activa del municipio de Acuña se distribuye en los siguientes sectores:
- Sector Primario	40%
- Sector Secundario	40%
- Sector Terciario	20%

## Educación
Antes de 2009, algunos niños que vivieron en Ciudad Acuña asistieron a las escuelas de Distrito Escolar Consolidado Independiente San Felipe Del Rio (SFDR-CISD por sus siglas en inglés), el distrito escolar estadounidense de la ciudad de Del Río, Texas, con direcciones falsas. Solamente estudiantes con direcciones en los Estados Unidos, en el área del distrito escolar, tenían permiso a asistir las escuelas de SFDR-CISD. En 2009 el superintendente de SFDR-CISD, Kelt Cooper, estableció nuevas reglas que prohibieron direcciones falsas.

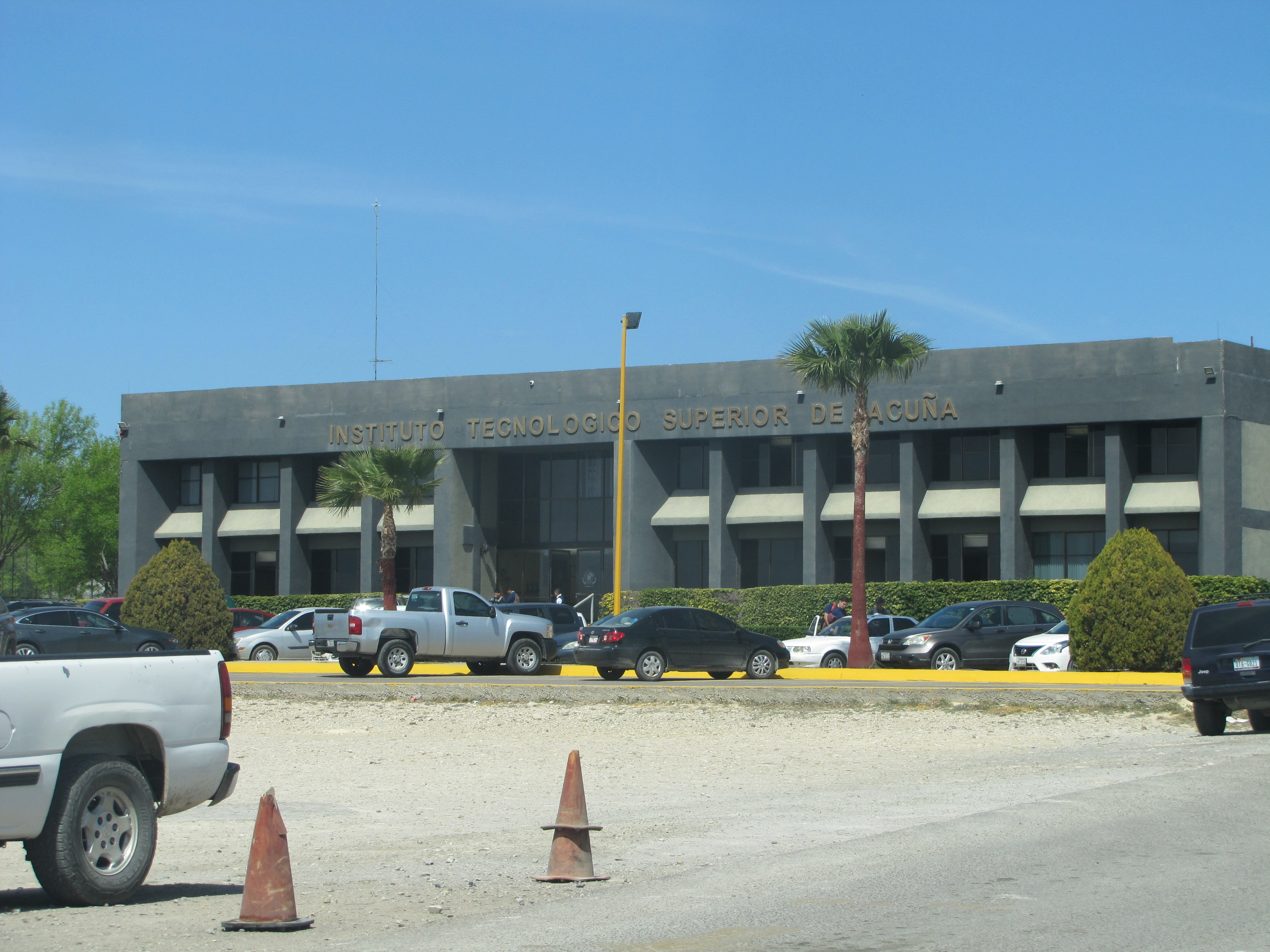
Instituto Tecnológico Superior de Ciudad Acuña

### Educación superior
Ciudad Acuña cuenta con varias instituciones públicas de educación superior, destacándose el Instituto Tecnológico Superior de Ciudad Acuña (ITSA), la Universidad Autónoma de Coahuila Unidad Norte, Universidad Tecnológica de Ciudad Acuña y la Escuela Normal Experimental Extensión Acuña. La ciudad tiene también universidades privadas, como la Universidad Vizcaya de las Américas o la Universidad Azteca.

## Comunicaciones y transporte
El municipio cuenta con los más modernos medios de comunicación tales como: correos, telégrafos, teléfono, télex, estaciones de radio locales, antena receptora de los canales nacionales y del estado, periódicos y revistas locales y del resto del estado. Este municipio cuenta con puentes internacionales que lo comunican con los Estados Unidos.

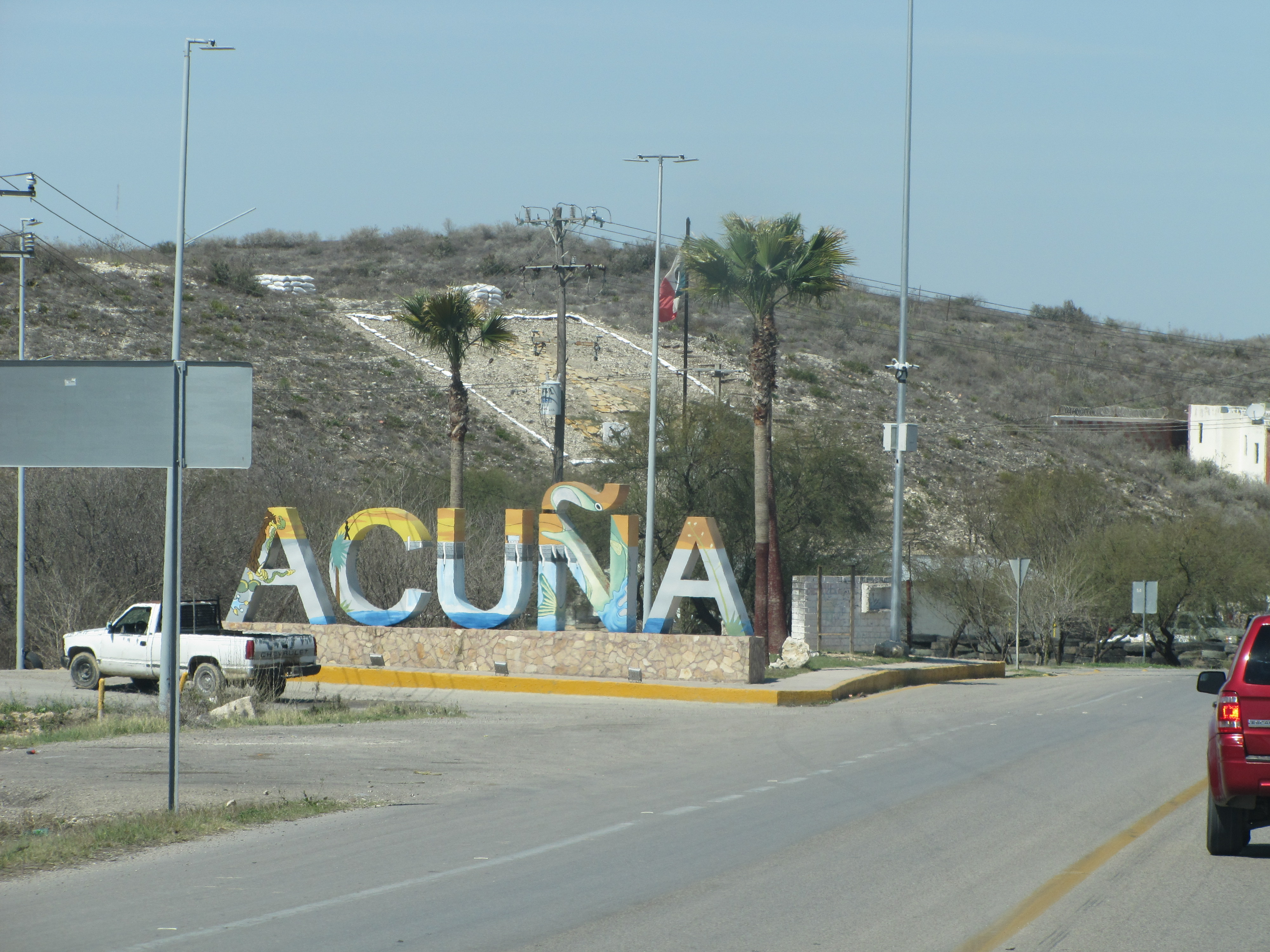
Entrada a Ciudad Acuña, desde la carretera de Piedras Negras

Ciudad Acuña se está modernizando con las proyectos de autopistas que la comunicaran con el resto del país. Se amplia el tramo hacia Zaragoza y Piedras Negras. Desde Piedras Negras hay ya un camino de cuatro carriles hasta la cabecera municipal de Jiménez, y de dos carriles con acotamientos a partir de ese punto. Existe la idea de conectar a Ciudad Acuña con Chihuahua a través de una autopista por la sierra de Coahuila, pero aun en idea por parte del gobierno estatal.[cita requerida]
Telefonía e Internet son provistos por Telmex. Una de las compañías locales de Televisión por cable proporciona el servicio de internet alámbrico; las compañías son Cablestelar, Airecable, Sky y Dish, donde Airecable cuenta con servicio digital. La ciudad cuenta con la cobertura de telefonía celular de las compañías Telcel, Movistar, AT&T y Virgin Mobile.

### Transporte aéreo
La ciudad cuenta con aeropuerto para vuelos privados. Su uso es exclusivamente para recibir aeronaves pequeñas de hélice o de turbina. Anteriormente[¿cuándo?] existía una pista de tierra donde descendían vuelos privados. En la actualidad ese terreno desapareció para darle vida al complejo de la Macroplaza de la ciudad y las instalaciones de la nueva presidencia municipal, que se presenta como la más moderna del estado de Coahuila[cita requerida] y la infoteca, además del centro comercial Plaza Bella Acuña.